# زندان‌های ایران
فهرست زندان‌های ایران زندان‌های موجود در ایران است که شامل ۲۱۷ زندان می‌شود. این زندان‌ها توسط ارگان یا سازمان‌های دولتی و غیردولتی اداره می‌شوند.

## انواع زندان در ایران
- زندان بسته
- زندان نیمه باز
- زندان باز
- اردوگاه مرکزی
- مراکز اقدامات تأمینی و تربیتی
- کانون اصلاح و تربیت
- بازداشتگاه

## اداره کننده
از مجموع ۲۱۳ زندان موجود در ایران هر کدام توسط سازمانی خاص اداره می‌شوند که عبارتند از:
- سازمان زندان‌های قوه قضاییه: ۱۱۴ زندان
- وزارت اطلاعات: ۵۱ زندان
- نیروی انتظامی: ۱۵ زندان
- سپاه پاسداران: ۳۳ زندان

در آبان ۱۴۰۰ شبکه حقوق بشر کردستان، گزارشی دربارهٔ زندان‌های «مخفی» تحت نظر وزارت اطلاعات و اطلاعات سپاه در شهرهای ارومیه، سنندج و کرمانشاه منتشر کرد و از رایج بودن شکنجه‌های شدید و تجاوز در این زندان‌ها خبر داد.

## فهرست

### آذربایجان شرقی
- زندان مرکزی تبریز[۵][۶]
  - آدرس: تبریز، بلوار ۲۹ بهمن، جنب راهنمائی رانندگی سابق، اداره کل زندان‌های استان آذربایجان شرقی
- زندان مراغه[۷][۸]
  - آدرس: مراغه، خیابان پاسداران، جنب اداره آموزش و پرورش مراغه
- زندان اهر[۹][۱۰]
  - آدرس: اهر، کیلومتر ۳ جاده ورزقان
- کانون اصلاح و تربیت زندان تبریز
- آدرس:
- این کانون در زمینی به مساحت ۷ هکتار و زیربنای ۲ هزار و ۵۰۰ مترمربع با هزینه ای بالغ بر ۷۰ میلیارد ریال راه اندازی شد که ظرفیت آن ۱۵۰ نفر می‌باشد.[۱۱][۱۲]

### آذربایجان غربی
به گفته مدیرکل امور زندان‌ها زنان ۲ درصد جمعیت زندان‌های استان را تشکیل می‌دهند.
- زندان ماکو[۱۴][۱۵]
  - آدرس: ماکو، ورودی شهر جنب اداره غله
- زندان سلماس[۱۶]
  - آدرس: سلماس، خیابان حافظ شمالی
- بازداشتگاه اطلاعات سلماس
  - آدرس:
- بازداشتگاه اطلاعات ارومیه[۱۷]
  - آدرس: خیابان دانشکده، محوطه ساختمان اداره کل اداره اطلاعات
- بازداشتگاه سپاه ارومیه[۱۸]
  - آدرس:
- بازداشتگاه اشنویه[۱۹][۲۰]
  - آدرس:
- زندان نقده[۲۱][۲۲]
  - آدرس:
- زندان میاندوآب[۲۳][۲۴]
  - آدرس: میاندوآب، جنب رودخانه لیلان چای
- زندان مرکزی ارومیه[۲۵]
  - آدرس: کیلومتر ۴ جاده دریا
  - تأسیس: ۱۳۴۸[۲۶][۲۷]
- زندان مهاباد[۲۸]
  - آدرس: مهاباد، بلوار توحید جنب راهنمایی و رانندگی سابق
  - تأسیس: ۱۳۵۱
- بازداشتگاه اطلاعات بوکان
  - آدرس:
  - تأسیس: ۱۳۶۴
- زندان بوکان
  - آدرس: بوکان، جاده سد، پشت تره بار جدید

### اردبیل
- زندان مرکزی اردبیل[۲۹][۳۰]
  - آردس: اردبیل، خیابان جام جم، جنب صدا و سیما
- زندان خلخال[۳۱]
  - آدرس: خلخال، روبروی کارخانه نئوپان
- زندان مشگین‌شهر[۳۲][۳۳]
  - آدرس:
- کانون اصلاح و تربیت شام اسبی اردبیل[۳۴]
  - آدرس:

### اصفهان
- زندان مرکزی اصفهان (دستگرد)[۳۵][۳۶][۳۷]
  - آدرس: اصفهان، ابتدای اتوبان ذوب آهن[۳۸]
- زندان کاشان (یزدل)[۳۹][۴۰][۴۱]
  - آدرس: کاشان، میدان ولی عصر، بلوارقطب راوندی، بلوار آیت الله مطهری[۴۲]
- بازداشتگاه سپاه اصفهان
- آدرس:

### البرز
در کرج چهار زندان وجود دارد. زندان کچویی و ندامتگاه مرکزی در جنوب، زندان رجایی‌شهر در شمال و زندان قزلحصار در غرب واقع در منطقه‌ای ما بین حصارک و کیانمهر و مهرشهر قرار دارد.
- زندان رجایی‌شهر[۴۴]
  - آدرس: کرج، رجایی شهر، بلوار مؤذن
- زندان فردیس (شهید کچوئی)[۴۵]
  - آدرس: کرج، بعد از میدان استاندارد، حسین‌آباد، جنب ریل آهن[۴۶]
- زندان قزلحصار[۴۷][۴۸]
  - آدرس: کرج، مهر شهر، انتهای کیان شهر، جاده قزلحصار
- زندان کرج[۴۳]
  - آدرس: کرج، جاده قزلحصار، روبروی پادگان چمران

### ایلام
- زندان مرکزی ایلام[۴۹]
  - آدرس: ایلام، بلوار شهید صدوقی، بجنب مرکز فنی و حرفه ای شماره۲

### بوشهر
- زندان مرکزی بوشهر[۵۰][۵۱][۵۲][۵۳]
  - آدرس: بوشهرجاده نیروگاه اتمی

### تهران
- زندان مرکزی تهران (زندان فشافویه)
  - آدرس: تهران، جاده قدیم قم، پلس راه حسن‌آباد، جاده چرم شهر، کیلومتر ۵ شهرک صنعتی بیجین، مجتمع زندان تهران بزرگ
- زندان اوین
  - آدرس: تهران، اوین، خیابان شهید کچویی
- زندان زنان قرچک
  - آدرس: قرچک
- زندان خورین[۵۴][۵۵]
  - آدرس: ورامین، خیرآباد، روستای خورین
- زندان دماوند[۵۶]
  - آدرس: دماوند
- زندان دماوند سربندان
  - آدرس: سربندان
- کانون اصلاح و تربیت[۵۷][۵۸]
  - آدرس: بزرگراه کاشانی، شهر زیبا، روبروی میدان الغدیر
- بازداشتگاه ۵۹ سپاه پاسداران
  - آدرس: پادگان ولیعصر
- اردوگاه عسکرآباد ورامین
  - آدرس: شهرستان ورامین، جاده عسگر آباد عباسی
- بازداشتگاه ۲۰۹
  - آدرس: منطقه اوین
- بازداشتگاه ۶۶ سپاه
  - آدرس: داخل زندان اوین
- بازداشتگاه افسریه
  - آدرس: تهران، پادگان شهید کلاهدوز
- بازداشتگاه کهریزک
  - آدرس: شهر سنگ از توابع شهرری
- بازداشتگاه منفی چهار وزارت کشور
- آدرس:
- زندان حشمتیه
  - آدرس: شرق تهران، حدفاصل خیابان معلم و خیابان مرودشت، در مجاورت بزرگراه شهید صیاد شیرازی
- سوله پاسارگاد
  - آدرس: ابتدای جاده ساوه، پاسگاه نعمت‌آباد

### چهارمحال و بختیاری
- زندان شهرکرد[۵۹]
  - آدرس:

### خراسان جنوبی
- زندان مرکزی بیرجند[۶۰][۶۱][۶۲]
  - آدرس: کیلومتر ۱۵ جاده بیرجند خوسف
- زندان تربت جام
  - آدرس: کیلومتر ۱۰ جاده تربت جام به مشهد، مقابل مهمانشهر
- زندان کاشمر[۶۳]
  - آدرس: کاشمر، حاشیه میدان شهید غلامی
  - تأسیس: ۱۳۳۷
- زندان فردوس[۶۴]
  - آدرس: کیلومتر ۱۵ جاده فردوس، بجستان

### خراسان رضوی
- زندان مرکزی مشهد (وکیل آباد)[۶۵][۶۶]
  - آدرس: مشهد، بلوار وکیل آباد، سه راه زندان، خیابان شهید قانع
- زندان نیشابور[۶۷]
  - آدرس: نیشابور، بلوار آیت الله طالقانی، بین آیت الله طالقانی ۱۰ و ۱۲

### خراسان شمالی
- زندان بجنورد[۶۸]
  - آدرس: بجنورد، بلوار ولایت، انتهای خیابان سرباز
- زندان قوچان[۶۹]
  - آدرس: قوچان، انتهای بلوار مصلی، روبروی پارک جنگلی

### خوزستان
- زندان شیبان اهواز (مرکزی)[۷۰][۷۱][۷۲]
  - آدرس: کیلومتر ۱۲ جاده اهواز مسجد سلیمان، پس از شهر شیبان
- زندان برازجان[۷۳][۷۴]
  - آدرس: برازجان جاده بنداروز
- زندان بهبهان[۷۵][۷۶][۷۷]
  - آدرس: بهبهان، خیابان طالقانی، جنب بخشداری
- زندان ناوا ماهشهر[۷۸][۷۹]
  - آدرس:ماهشهر، جاده ماهشهر به سربندر، جنب پدافند هوائی ارتش
  - تأسیس: ۱۳۹۴
- بازداشتگاه اطلاعات اهواز
  - آدرس:
- زندان مسجدسلیمان[۸۰][۸۱]
  - آدرس: مسجدسلیمان، فلکه باغ ملی، جنب دادسرا
- زندان فجر دزفول[۸۲][۸۳]
  - آدرس: دزفول، کیلومتر ۳ جاده شوشتر، جنب فرماندهی ناجا

### زنجان
- زندان مرکزی زنجان[۸۴]
  - آدرس:
- کانون اصلاح و تربیت زنجان[۸۵]
  - آدرس:

### سمنان
- زندان مرکزی سمنان[۸۶][۸۷]
- آدرس:

### سیستان و بلوچستان
- زندان مرکزی زاهدان
  - آدرس: خیابان دانشجو، تقاطع خیابان شهبد توکلی
- زندان زابل
  - آدرس:
- زندان سراوان
  - آدرس: سراوان، خیابان آزادی
- بازداشتگاه اطلاعات زاهدان
  - آدرس:
- زندان خاش[۸۸][۸۹]
  - آدرس: خاش، خیابان انقلاب

### فارس
شیراز زندان‌های متعددی دارد که عادل آباد، پیربنو، کیان آباد، بازداشتگاه مرکزی و نظام آباد از جمله مشهورترین آن‌ها هستند.
- زندان عادل‌آباد (مرکزی)[۹۰][۹۱]
  - آدرس: شیراز، بلوار عدالت جنوبی، خیابان شهید کاوه
  - تأسیس: ۱۳۵۱
- اندرزگاه‌های زنان و مردان
  - آدرس:
- کارگاه اشتغال زندانیان زن
  - آدرس:
- بازداشتگاه پلاک ۱۰۰
  - آدرس: در نزدیکی زندان عادل‌آباد
- بازداشتگاه اطلاعات شیراز
- آدرس: شیراز، میدان ارتش، خیابان سپاه، پشت دادگاه و زندان نظام، جنب بانک ملی
- کانون اصلاح و تربیت شیراز
- آدرس: کیان آباد
- زندان پیربنو
  - آدرس: شیراز جاده محمودآباد
- بازداشتگاه مرکزی شیراز[۹۲][۹۳]
  - شیراز، مجاور زندان عادل آباد

### قزوین
- زندان مرکزی قزوین (زندان چوبیندر)
  - آدرس: قزوین، ناحیه منفصل شهری چوبیندر
- زندان بوئین زهرا
- زندان زنان آراسنج (بوئین زهرا)
- کانون اصلاح و تریبت اقبالیه

### قم
- زندان لنگرود قم
  - آدرس:

### کردستان
- زندان مرکزی سنندج
  - آدرس: سنندج- خیابان ارشاد
- زندان بانه
  - آدرس: بانه، خیابان صلاح الدین ایوبی، کوچه زندان
- بازداشتگاه اطلاعات مریوان
  - آدرس: مریوان، میدان معلم
- زندان مریوان
  - آدرس: مریوان- میدان امام حسین جنب درمانگاه شهید چراغی
- بازداشتگاه اطلاعات سنندج
  - آدرس: در حد فاصل دو خیابان خسروآباد و آبیدر، پشت اداره ثبت‌احوال سنندج
- بازداشتگاه سپاه سنندج
  - آدرس: سنندج، قرارگاه شهرام‌فر سپاه در بلوار خسروآباد
- زندان بیجار
- آدرس: بیجار، خیابان شهدا روبروی اداره پست

### کرمان
- زندان شهاب کرمان (مرکزی)[۹۴]
  - آدرس: کرمان، زندان، بزرگراه هفت باغ، زندان شهاب

### کرمانشاه
- زندان دیزل‌آباد کرمانشاه (مرکزی)
  - آدرس: کرمانشاه، دیزل آباد، خیابان زندان، زندان مرکزی کرمانشاه
  - تأسیس: ۱۳۵۴
- بازداشتگاه اطلاعات کرمانشاه
  - آدرس: کرمانشاه، میدان نفت

### کهگیلویه و بویراحمد
- زندان مرکزی یاسوج
  - آدرس: جاده اصفهان، ورودی یاسوج
- زندان گچساران
  - آدرس: گچساران جنب شرکت نفت
- زندان دهدشت
  - آدرس: دهدشت، روستای مهد
  - تأسیس: ۱۳۹۴

### گلستان
- زندان مرکزی گرگان (امیرآباد)
  - آدرس: گرگان، کیلومتر ۳ جاده آق قلا

### گیلان
- زندان مرکزی رشت (لاکان)
  - آدرس:رشت بلوار لاکان

### لرستان
- زندان مرکزی خرم‌آباد
  - آدرس: خرم‌آباد، جاده کمربندی خوزستان، بعد از پایان بار

### مازندران
- زندان مرکزی ساری
  - آدرس: ساری، کیلو۷ جاده جویبار، روستای تیرکلا
- زندان متی کلا بابل
  - آدرس: بابل، جاده قدیم بابل و آمل کیلومتر ۵، روستای متی کلا
- تأسیس: ۱۳۸۸
- زندان قائم‌شهر
  - آدرس: قائمشهر، کیلومتر ۳ جاده جویبار

### مرکزی
- زندان مرکزی اراک[۹۵]
  - آدرس: اراک، خ. ندامتگاه

### هرمزگان
- زندان مرکزی بندعباس[۹۶][۹۷]
  - آدرس: بندرعباس، پگاه، خ. نبوت، خ. هشت نبوت
- زندان میناب
- آدرس: کیلومتر پنج جاده میناب، سندرک، جنب آموزشکده فنی شهید رجایی

### همدان
- زندان الوند همدان (مرکزی)[۹۸]
  - آدرس: همدان، کیلومتر۶ جاده تهران، جاده بهرام آباد

### یزد
- زندان مرکزی یزد[۹۹]
  - آدرس: انتهای خیابان امام -بعد از میدان امام رضا–مقابل پایانه امام جنب اداره کل زندان‌های استان
  - تأسیس: ۱۳۶۲